# George F. Shepley
Pour les articles homonymes, voir George Foster (homonymie), Foster, George Shepley et Shepley.
Ne doit pas être confondu avec George Foster Shepley.
George Foster Shepley, né le 1er janvier 1819 et mort le 20 juillet 1878, militaire, gouverneur de la Louisiane du 2 juillet 1862 au 4 mars 1864, nommé à ce poste par les autorités unionistes.